# GbXML
Le Green Building XML (ou gbXML) a été développé pour faciliter l'interopérabilité entre une myriade d'outils de conception ou de développement utilisés dans le bâtiment. Le gbXML a été introduit comme format d'échange entre de nombreux logiciels de CAO ou d'ingénierie. Ce standard pourrait réduire les temps de développement d'un bâtiment, et aider à vérifier après la construction que les objectifs de conception ont bien été respectés.
Le National Institute of Standards and Technology (NIST) a étudié le problème d'interopérabilité entre tous les métiers de la construction, et a conclu que 16 milliards de dollars pourraient être économisés chaque année aux États-Unis si l'on améliorait la communication entre les différents logiciels. 
Le format gbXML ou Green Building XML est utilisé pour faciliter le transfert des propriétés d'un bâtiment stockées dans un modèle 3D BIM vers les applications de calculs énergétiques. Le format est aujourd'hui supporté par les principaux éditeurs de logiciels BIM et d'analyses énergétiques, et est de ce fait devenu le standard de l'industrie.  
Grâce au format gbXML, il est possible de transférer les données entre les applications, en évitant le long transfert manuel des données et leurs risques d'erreur.
Le gbXML est un format issu du BIM (Building Information Modeling) qui se concentre sur les besoins de la modélisation dans la conception de bâtiments à faible impact environnemental.

## Logiciels de modélisation compatibles avec Green Building XML
- Bentley Systems
- Autodesk Revit
- ArchiCAD
- Lesosai
- Envisioneer
- VectorWorks